# Espenau
Espenau é um município da Alemanha, situado no distrito de Kassel, no estado de Hesse. Tem 13,59 km² de área, e sua população em 2019 foi estimada em 5.158 habitantes.